# Даблин (Тексас)
Даблин (енгл. Dublin) град је у америчкој савезној држави Тексас. По попису становништва из 2010. у њему је живело 3.654 становника.

## Демографија
Према попису становништва из 2010. у граду је живело 3.654 становника, што је 100 (2,7%) становника мање него 2000. године.
| Група             | 2000.         | 2010.         |
| Белци             | 2.583 (68,8%) | 2.274 (62,2%) |
| Афроамериканци    | 9 (0,2%)      | 24 (0,7%)     |
| Азијати           | 4 (0,1%)      | 14 (0,4%)     |
| Хиспаноамериканци | 1.112 (29,6%) | 1.291 (35,3%) |
| Укупно            | 3.754         | 3.654         |